# Публий Сулпиций Скрибоний Руф
Публий Сулпиций Скрибоний Руф (на латински: Publius Sulpicius Scribonius Rufus; † 67 г.) е политик и сенатор на Римската империя през 1 век.
Син е на сенатора Скрибоний Прокул, който през 40 г. e убит от император Калигула. Брат е на Публий Сулпиций Скрибоний Прокул. Според Дион Касий двамата братя се разбират много добре и заедно са консули през неизвестна година.
Двамата потушават през 58 г. по нареждане на императпр Нерон бунтове в Путеоли. През 63 г. двамата стават командири на римските войски, Публий Сулпиций е управител на римската провинция Долна Германия през 63 – 67 г., а брат му Прокул в Горна Германия. През 67 г. двамата са сменени и извикани при Нерон в Гърция, където са накарани да се самоубият. Вероятно Нерон искал да си присвои тяхната собственост или също са заподозрени да участват в заговор против него.